# عبدالکریم میثاق
عبدالکریم میثاق (غزنی ۱۹۳۵ ـ لندن ۲۰۱۶) عبدالکریم میثاق، نویسنده، سیاستمدار و وزیر مالیه پیشین افغانستان بود.
عبدالکریم میثاق، متولد سال ۱۹۳۵ در غزنی، افغانستان در خانواده‌ای از قوم هزاره بود و بعد از اتمام تحصیلاتش در سال ۱۹۶۵ عضو حزب دموکراتیک خلق افغانستان شد.
او بعداً عضو دفتر این حزب شد و در زمان حاکمیت نور محمد ترکی و حفیظ‌الله امین، در سال‌های ۱۹۷۸ تا ۱۹۷۹ وزیر مالیه افغانستان بود.
عبدالکریم میثاق در سال ۱۹۸۹ به مدت یکسال شهردار کابل بود بعداً وی در سال ۱۹۹۰ در لندن پناهنده شد.
از کار نویسندگی وی حدود ۲۰ عنوان کتاب در زمینه های داستان، شعر، تاریخ و سیاست از خود برجای مانده است که از جمله آثار مشهور وی دخترک گل فروش، مجموع داستان‌های کوتاه هفت قصه، لبخند مادر، میلودی دریاچه، راه سبز، نجوای بنفشه‌ای و نرگس آبی است.

## مرگ
عبدالکریم میثاق در روز شنبه ۱۶ آوریل ۲۰۱۶ به دلیل بیماری پارکینسون و سینه‌بغل در هشتاد سالگی در شهر لندن درگذشت.